# Gambusia hurtadoi
Gambusia hurtadoi é uma espécie de peixe da família Poeciliidae.
É endémica do México.